# Norihiko Hibino

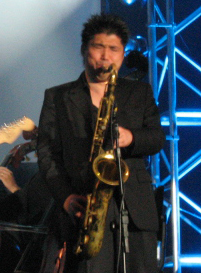
Norihiko Hibino

Norihiko Hibino (日比野 則彦, Hibino Norihiko, nascido em 3 de setembro de 1973) é um compositor e saxofonista japonês. Após se formar na Berklee College of Music, ele se mudou para Kansas para começar uma carreira solo como um músico de jazz. Mais tarde ele voltou ao Japão para trabalhar para a Konami, onde ele tornou-se melhor conhecido por seus trabalhos nas séries Metal Gear e Zone of the Enders.

## Vídeo-game credits
- Ninja Blade (2009) - música In-game, tema principal, tema final
- Otomedius G (2008) - compositor, produtor
- Sho Chiku Bai (2008) - compositor
- Live Música by Piano and Strings: Sekaiju no MeiQ I & II Super Arrange Version (2008) - arranjador, produtor
- Metal Gear Solid 4: Guns of the Patriots (2008) - música cinemática
- Etrian Odyssey II Super Arrange Version (2008) - arranjador, produtor
- The Outer Rim (2008) - arranjador, músico, produtor
- No More Heroes Soundtracks: Dark Side (2008) - arranjador
- 1942: Joint Strike (2008) - música In-game
- Commando 3 (2007) - música In-game
- Etrian Odyssey Super Arrange Version (2007) - arranjador, produtor
- Yakuza 2 (2006) - música In-game
- Metal Gear Solid: Portable Ops (2006) - música In-game
- Rogue Galaxy Premium Arrange (2006)- "The Ghost Ship" (Track #6)
- Rumble Roses XX (2006) - música In-game
- Elvandia Story (2006) - música In-game
- Metal Gear Solid 3: Snake Eater (2004) - música In-game, algumas abertura de cenas, tema de abertura
- Boktai 2: Solar Boy Django (2004) - música In-game
- Yu-Gi-Oh! The Dawn of Destiny (2004) - abertura de filme, música In-game
- Metal Gear Solid: The Twin Snakes (2004) - abertura de cenas
- Boktai: The Sun Is in Your Hand (2003) - música In-game
- Yu-Gi-Oh! Duel Monsters 8 (2003) - música In-game
- Zone of the Enders: The 2nd Runner (2003) - abertura de cenas, música In-game
- Metal Gear Solid 2: Substance (2002) – todas as músicas adicionais do jogo
- The Document of Metal Gear Solid 2 (2002) - tema de abertura
- Yu-Gi-Oh! Duel Monsters 7 (2002) - música In-game
- Beatmania 6th Mix + Core Remix (2002)
- Metal Gear Solid 2: Sons of Liberty (2001) - música In-game
- Zone of the Enders (2001) - abertura de cenas, música In-game
- Metal Gear: Ghost Babel (2000) - música In-game

## Álbuns
- Message (2008)
- AKASHI (2005)

### Entrevistas
- Entrevista com a GEM Impact sobre Metal Gear Solid 4 (em inglês)
- Entrevista sobre a sua companhia e trabalhos (em inglês)